# Markus Jeschaunig

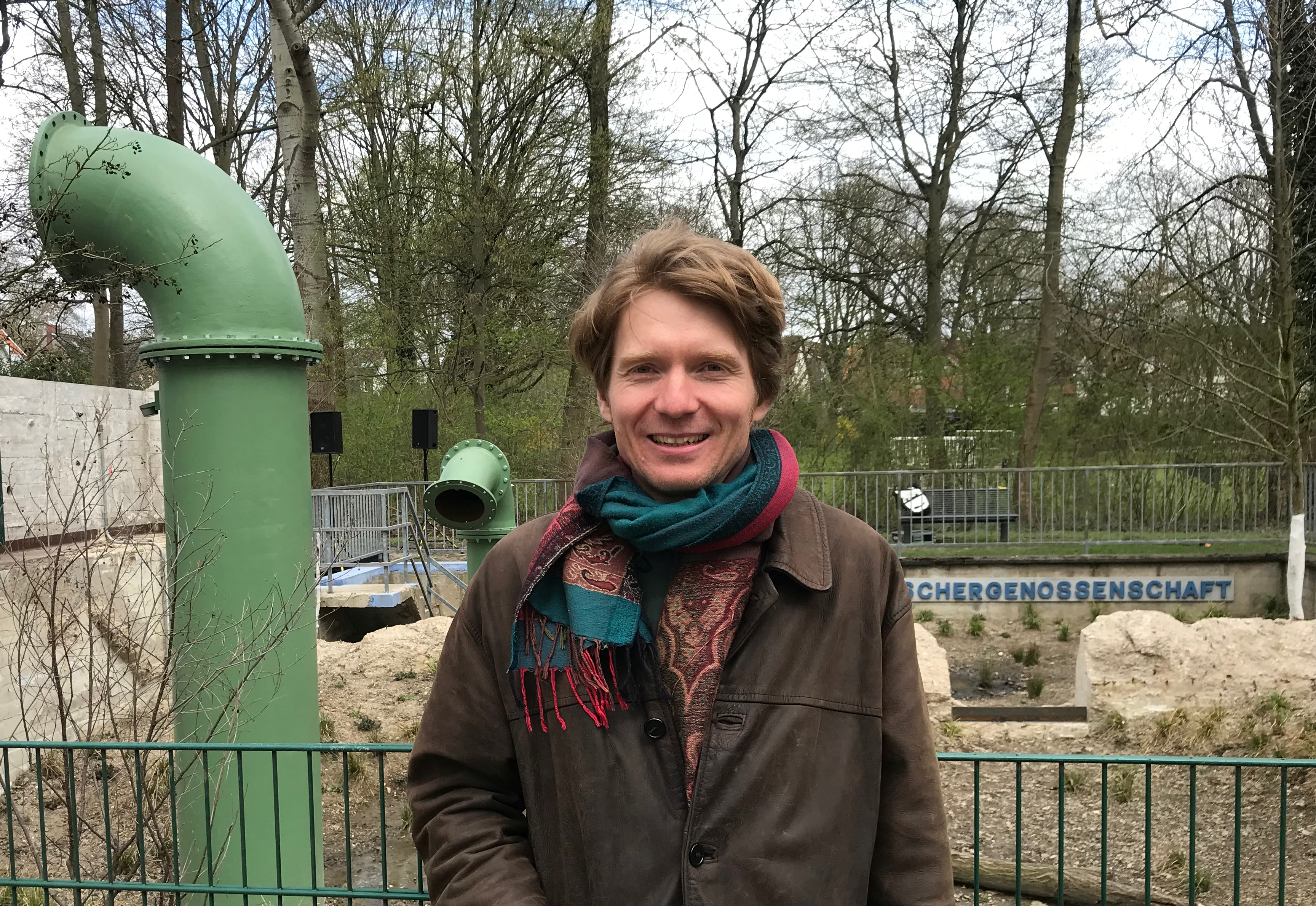
Markus Jeschaunig bei der Eröffnung der Königsgrube, März 2025

Markus Jeschaunig (* 1982 in Graz) ist ein österreichischer bildender Künstler und Architekt.

## Werdegang
Markus Jeschaunig wurde 1982 in Graz geboren. Nach dem Abitur studierte er Architektur an der Universität für künstlerische und industrielle Gestaltung Linz, der Mimar Sinan Üniversitesi (Mimar Sinan Universität der Schönen Künste) in Istanbul und an der Technischen Universität Wien. Das Studium schloss er 2010 an der Kunstuniversität Linz mit dem Architekturdiplom ab. 2011 arbeitete er im Büro des Architekten Christian Kerez in Zürich und gründete 2012 unter dem Titel Agency in Biosphere seine eigene künstlerische Praxis. Im selben Jahr nahm er an der vom Club of Rome organisierten „Change Course Conference“ in Winterthur teil.
Von 2012 bis 2013 arbeitete Markus Jeschaunig als externer Lehrbeauftragter im Institut für Architektur & Landschaft und ab 2014 im Institut für zeitgenössische Kunst der Technischen Universität Graz. 2019/20 war er als externer Lehrbeauftragter im Institut für Raumgestaltung dieser Universität tätig. Seit 2022 ist er Lehrbeauftragter an der FH Joanneum in Graz. Daneben war er ab 2023 externer Lehrbeauftragter an der Kunstuniversität Linz und 2024 an der Akademie der bildenden Künste Wien. Er lebt und arbeitet in Graz und Unterpremstätten.

## Künstlerisches Wirken

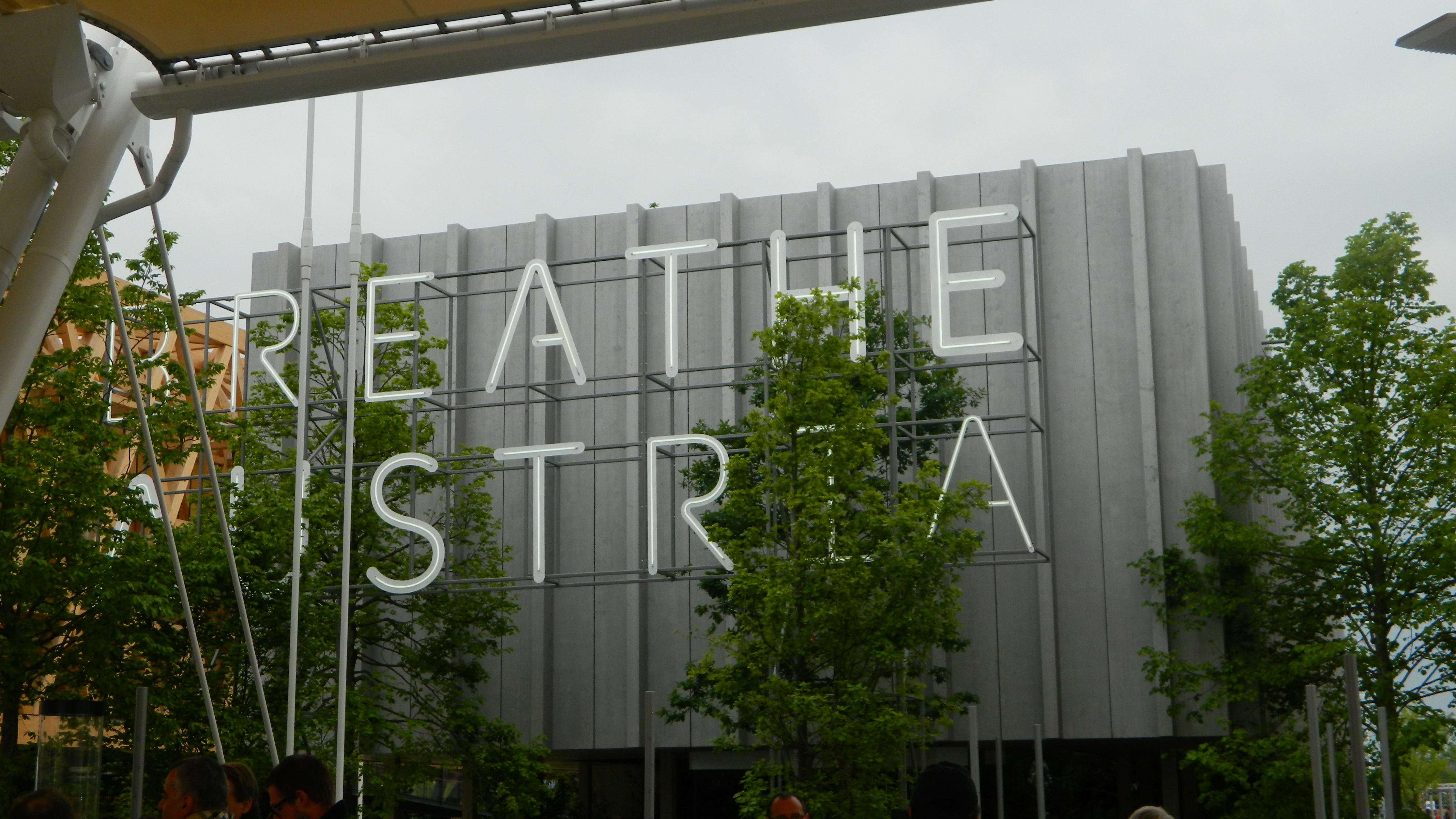
Österreichischer Pavillon Expo 2015

Markus Jeschaunig führte verschiedene nationale und internationale Kunstprojekte durch und beteiligt sich mit Werken und Installationen an Ausstellungen. Als Mitglied von team.breathe.austria war er Co-Autor von „Breathe.Austria“ – Österreichischer Pavillon auf der Expo 2015 in Mailand. Er ist Mitbegründer des transdisziplinären Think-tanks Breathe Earth Collective – Verein zur Förderung von Klima-Kultur. Die Mitglieder der Gruppe aus den Gebieten Architektur, Landschaftsarchitektur und Kunst widmen sich ökologischen Fragestellungen wie dem Klimawandel und der transdisziplinären Arbeit an der Erforschung von Möglichkeiten zur Verbesserung der Lebensqualität vor allem in urbanen Räumen.
Markus Jeschaunig beschäftigt sich in seiner künstlerischen Arbeit mit aktuellen Herausforderungen des Klimawandels und der Wechselbeziehung zwischen Mensch und Umwelt. In seiner künstlerischen Forschung versucht er Lösungswege für zukünftige globale Problemstellungen zu entwickeln und umzusetzen. Seine Installationen bewegen sich in den Bereichen zwischen Ökologie, Landschaft, Urbanismus, öffentlicher Raum und Technologie.

### Permanente Arbeiten (Auswahl)

Königsgrube
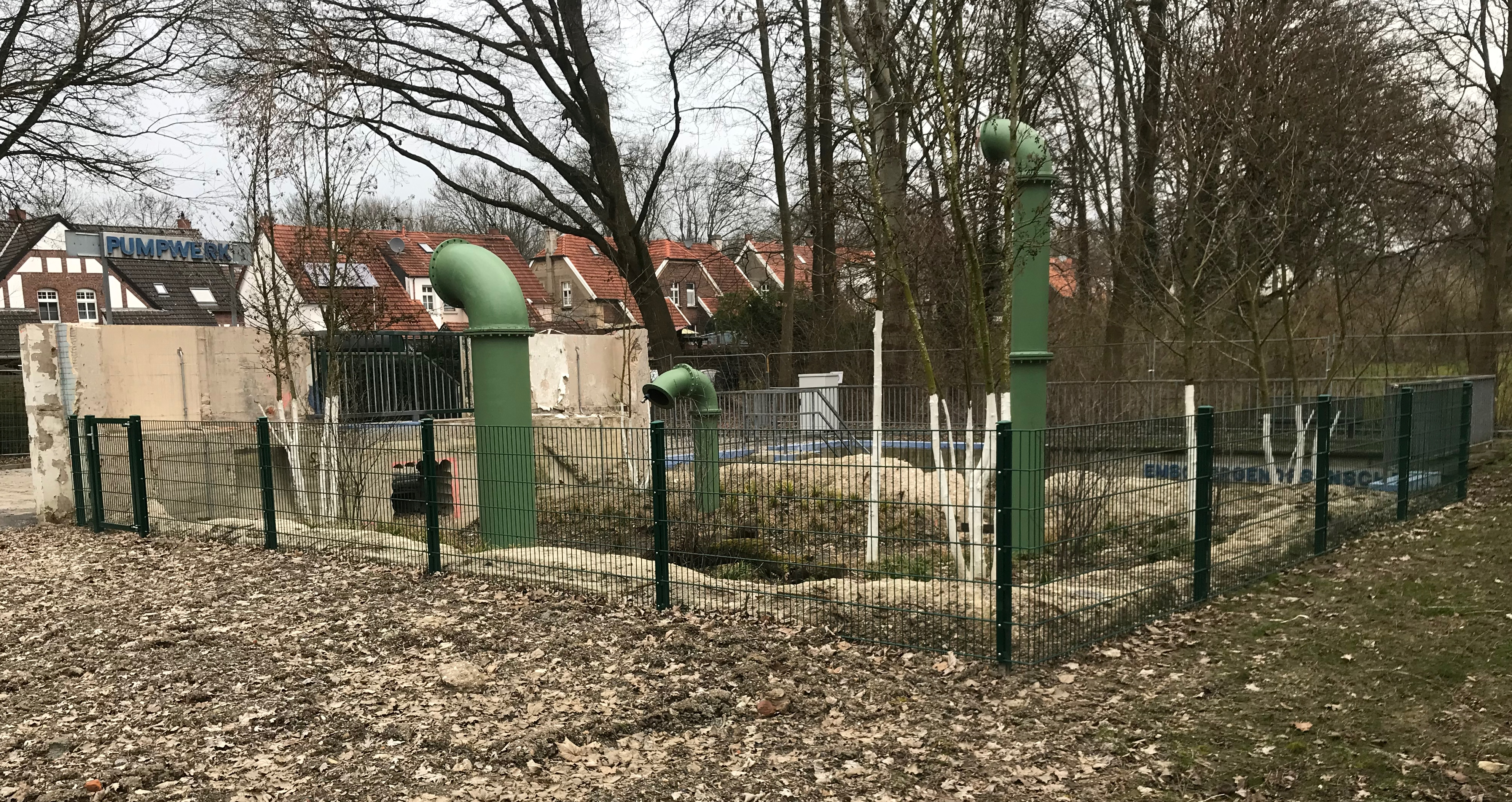
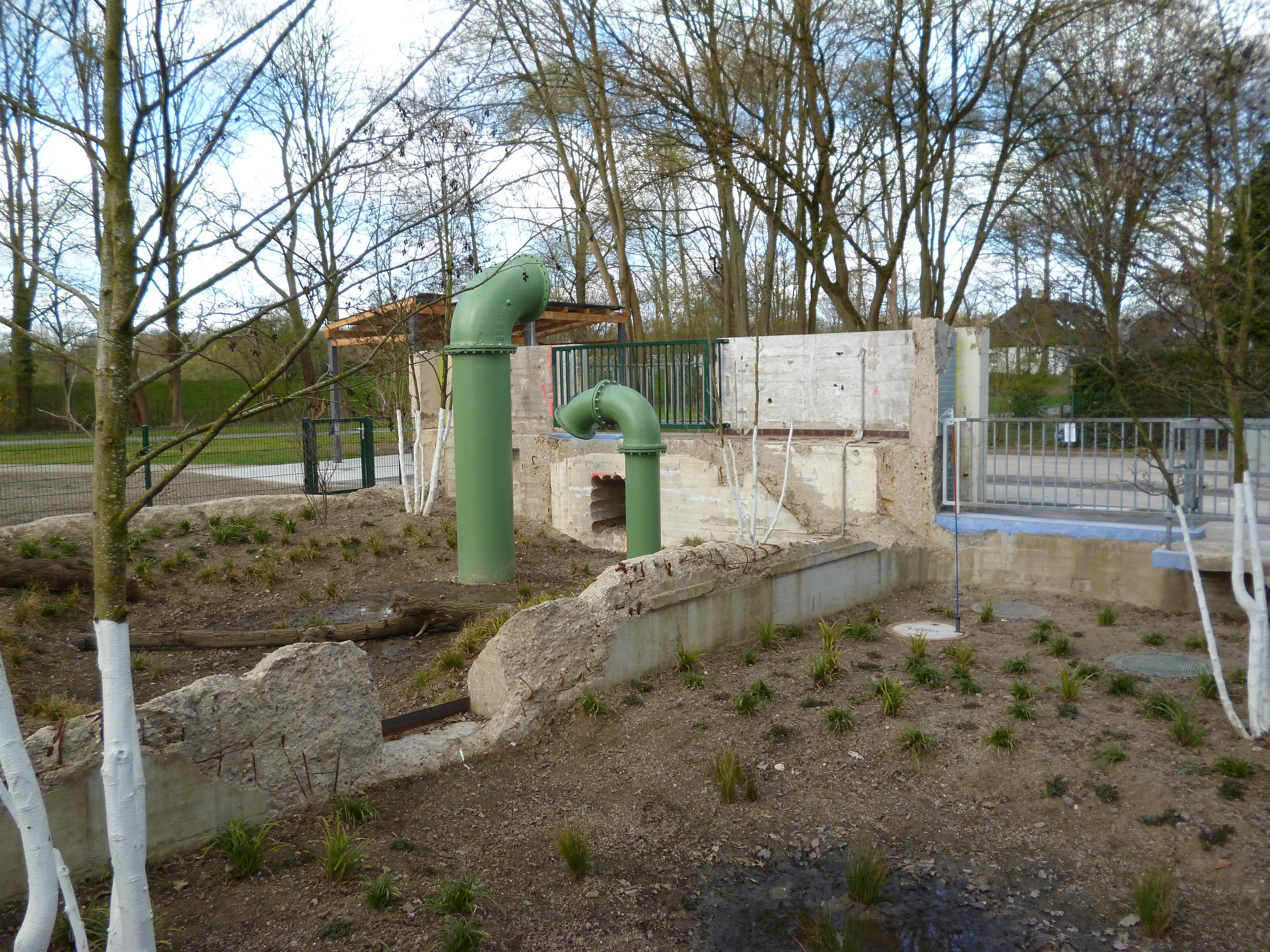
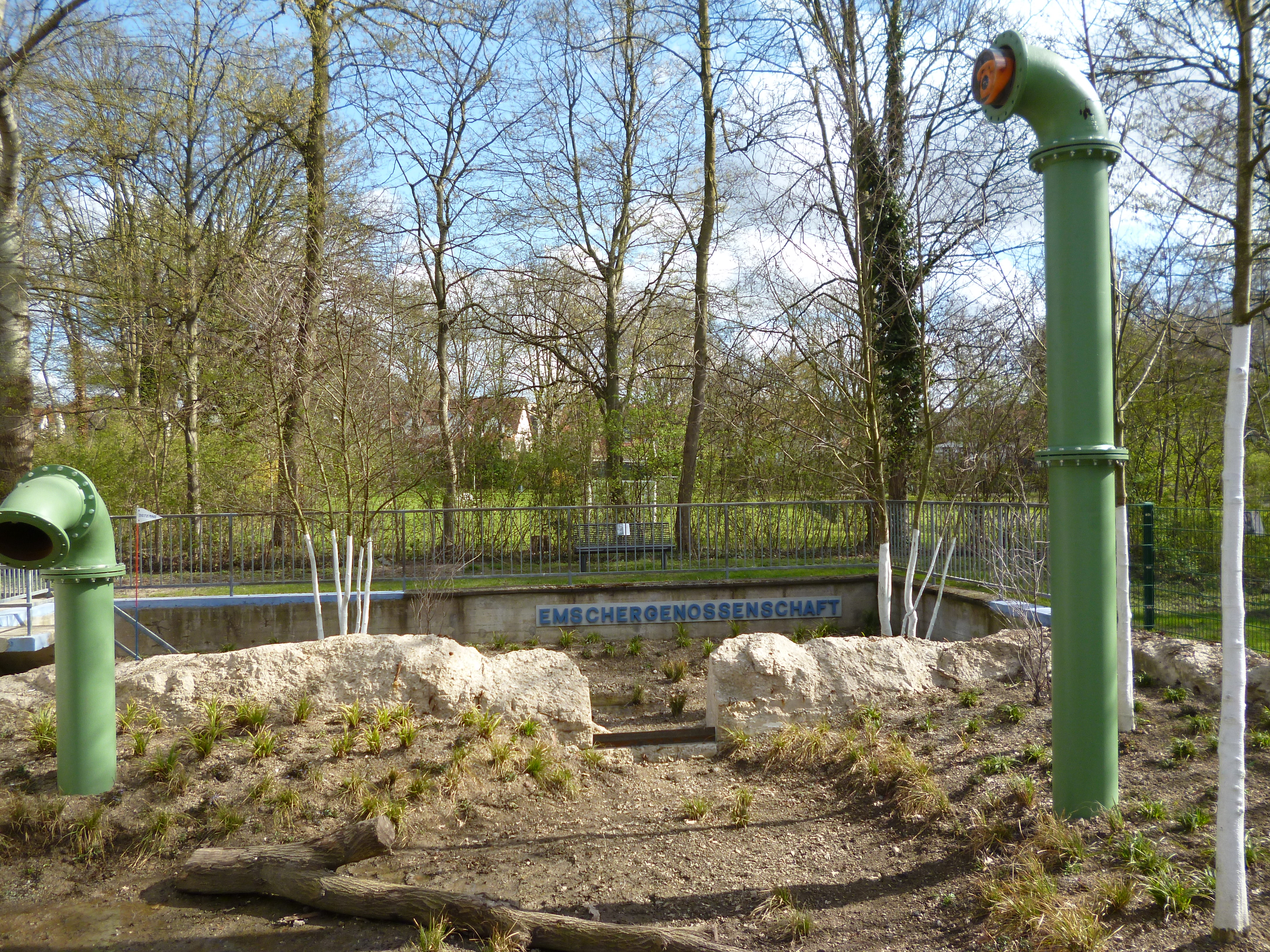

- 2025: Bei der Königsgrube dient das verfüllte Innere des Gebäudes als Fundament für eine skulpturale Installation, in der die Materialien des Pumpwerks wiederverwendet werden und Raum für einen neuen Bruchwald geschaffen wird:[4] Die permanente Installation bezieht auf einer Fläche von 24,90 × 21,60 Metern ein ehemaliges Pumpwerk der Emschergenossenschaft ein, indem Fragmente und Bauteile des stillgelegten und bis auf Restmauern abgebrochenen Betongebäudes aus den 1960er Jahren weiterverwendet oder integriert wurden. Selbst die Gitter des alten Pumpwerks wurden wiederverwendet.[8] Das Pumpwerk an der Hofstraße 24 in Herne-Röhlinghausen leitete die Abwässer der umliegenden Gemeinden in den Hüller Bach und von dort in die Emscher. Auf dem teils verfüllten Unterbau bleibt ein Teil einer Treppe erhalten. Drei ehemalige bis zu fünf Meter hohe Pumprohre bilden einen solarbetriebenen Brunnen, aus dem Wasser und durch eine Soundinstallation die Klänge des ehemaligen Pumpwerks kommen.[9] Über dem 12,5 Meter tiefen verfüllten ehemaligen Klärbecken wurde ein 13,10 × 11,70 Meter großer Bruchwald aus sieben vorgezogenen Schwarzerlen, Segge, Farn, Minze und weiteren Pflanzenarten gepflanzt. Auf dem befestigten Vorplatz wird Regenwasser über Rinnen in einer Zisterne aufgefangen und ermöglicht zusammen mit der auf dem Dach der hölzernen Pergola montierten Photovoltaikanlage einen autarken Betrieb. Das Kunstwerk ist Teil des Emscherkunstwegs.[10][11]

- 2024: Der Windfänger ist eine permanente großflächige Brunneninstallation in Form einer oben geöffneten Rotunde mit drei Torbögen, die von Markus Jeschaunig als Teil von Breathe Earth Collective entworfen wurde und in St. Pölten als Kunst im öffentlichen Raum erbaut worden ist. Die vier Meter hohe Skulptur mit einem Durchmesser von 13 Metern ist unter anderem inspiriert von der arabischen Maschrabiyya und den in den Ostalpen bekannten traditionellen Ziegelgitterstrukturen. Die mit Mönch-und-Nonne-Ziegelformen ergänzte Struktur wird an drei Stellen mit Wasserkreisläufen von oben bewässert. Durch das Bewässerungssystem können die 16.000 Ziegel heiße durchströmende Luft aus der Umgebung abkühlen, zugleich werden Verkehrslärm und Feinstaub reduziert. Das Wasser wird in einem darunterliegenden Wasserbecken aufgefangen und rückgeführt. Im Innenraum der Skulptur wurde ein Lederhülsenbaum gepflanzt, der von einer Rundbank umgeben ist. Im unmittelbaren Außenraum wurden jeweils neun Vogelkirschen und Tulpenbäume gesetzt sowie zahlreiche Sitzgelegenheiten, Mast- und Pollerleuchten und ein Trinkbrunnen errichtet.[12]

- 2024: Grüne Innenhofgestaltung im Rahmen von Habitat Graz im Graz Museum (als Teil von Breathe Earth Collective)[3]

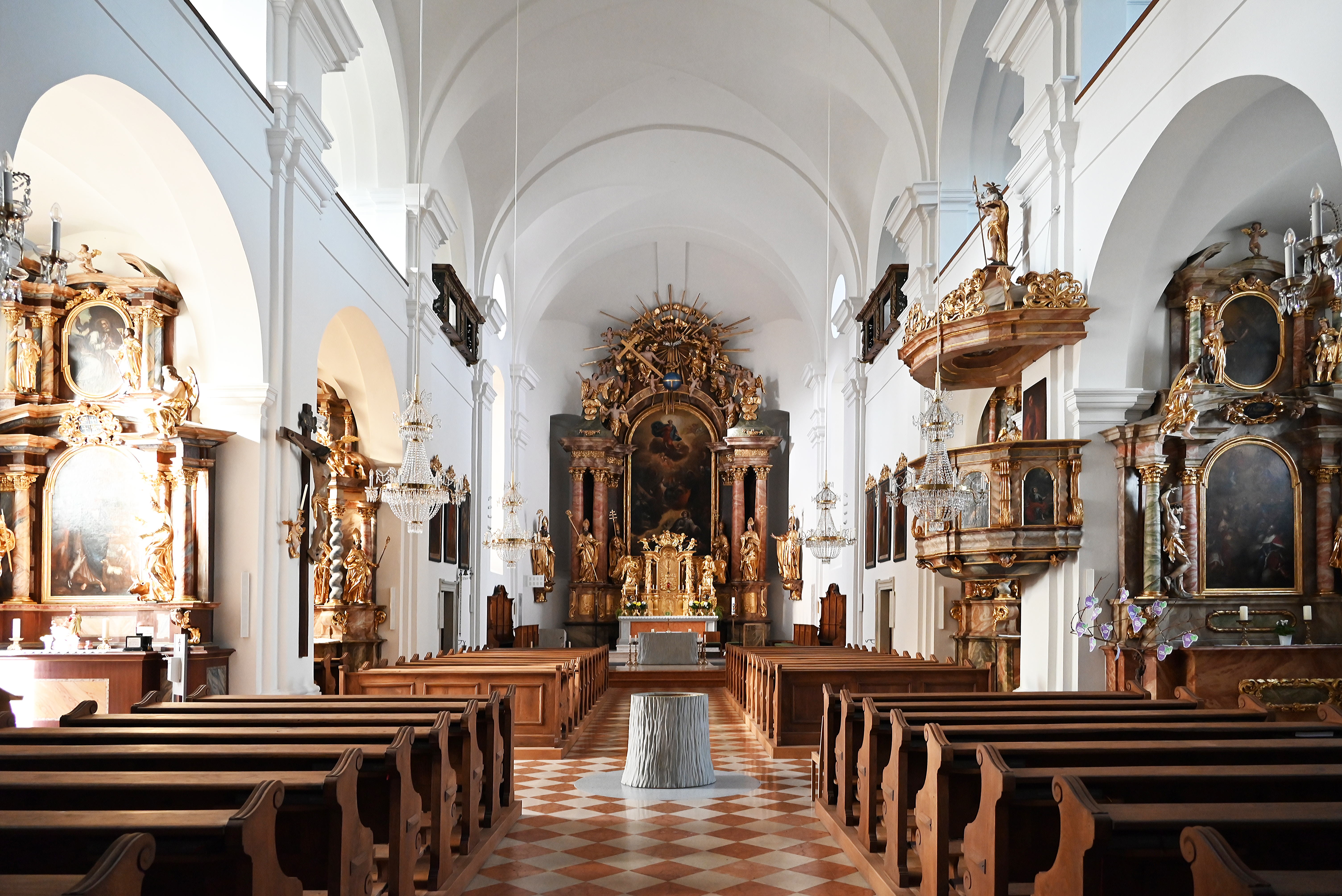
Pfarrkirche Deutschlandsberg
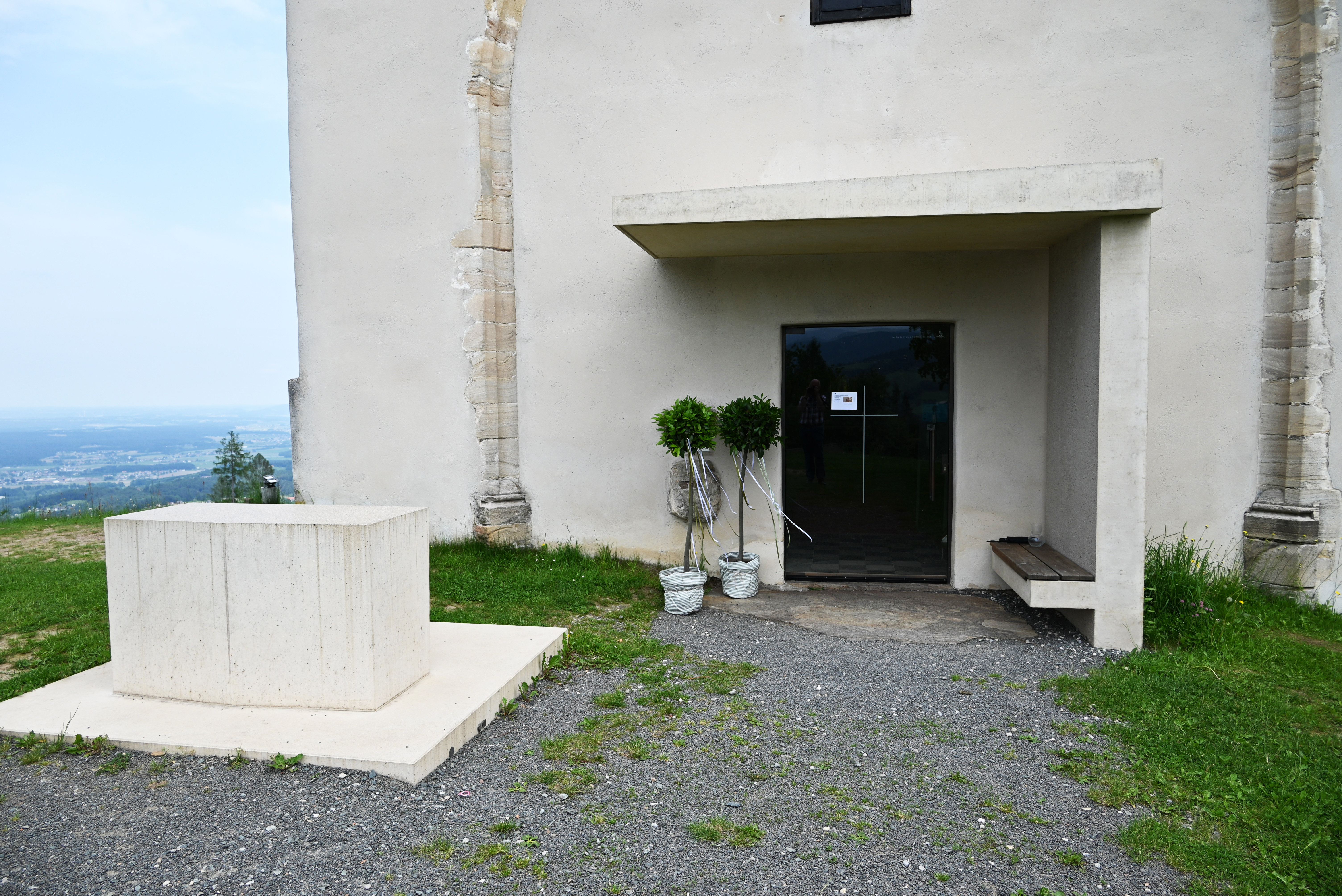
Eingangsportal Wolfgangikirche Hollenegg

- 2022: Im Jahr 2021 gestaltete Markus Jeschaunig den Innenraum der Pfarrkirche Deutschlandsberg mit einem neuen Volksaltar, Ambo und Taufstein in der Mitte der Kirche in Form eines Baumstammes als Bezug zu den Linden am Kirchplatz um.[13] Mittels Lasertechnik wurden die organische Struktur der Lindenbäume vor der Kirche in den ca. drei Tonnen schweren Marmor-Altar, das Taufbecken und den Ambo übertragen.[14] Der Taufstein wurde in die Gangmitte versetzt und bildet einen zentralen Punkt des Kirchenschiffs. Der frühere Eingangsbereich wurde zu einem Feierraum mit mobiler Bestuhlung umfunktioniert.[15][16]

- 2017: Neugestaltung des Portals und Altarraums der Wolfgangikirche in Schwanberg/Hollenegg: Der Eingangsbereich wurde 2017 umgestaltet und im Juli 2018 eingeweiht. Es entstand ein Vordach mit Sitzgelegenheit und ein etwas davon abgerückter Tisch als „Altar im Freien“. Durch eine Glastür ist von Ostern bis Ende Oktober der Blick in die Kirche möglich. Für die Neugestaltung des Portals und des Altarraums zwischen 2017 und 2021 wurde Markus Jeschaunigs Gestaltung 2022 mit der „GerambRose“ in der Sonderkategorie „GerambRose – Klassiker“ des Vereins BauKultur Steiermark ausgezeichnet.[17][18]

### Ausstellungen und temporäre Installationen (Auswahl)
- 2024–2026: Das Projekt Klima Kohl verband die Themen Ernährung und Klima und war eine Versuchsstätte zur Kultivierung von Esspflanzen auf 2.700 m Höhe im Ausstellungsraum Eispalast des Dachsteingletschers bei Ramsau am Dachstein. Bei konstant herrschenden Temperaturen von −6 bis −2 °C wuchsen bestimmte Kräuter Gemüse- und Salatsorten wie Feldsalat, Mangold und Winterportulak.[7][19]
- 2024: Mooshelm. „Into the Woods – Annäherungen an das Ökosystem Wald“, Klima Biennale Wien, Kunst Haus Wien
- 2024: Klima Biennale Pavillon. Klima Biennale Wien, Wien (als Teil von Breathe Earth Collective)
- 2022: re:tool. Ausstellung, Zentrum für Kunst und Medien, Karlsruhe
- 2021: Anthroprint. Installation, Steiermark Schau, Kunsthaus Graz, Graz

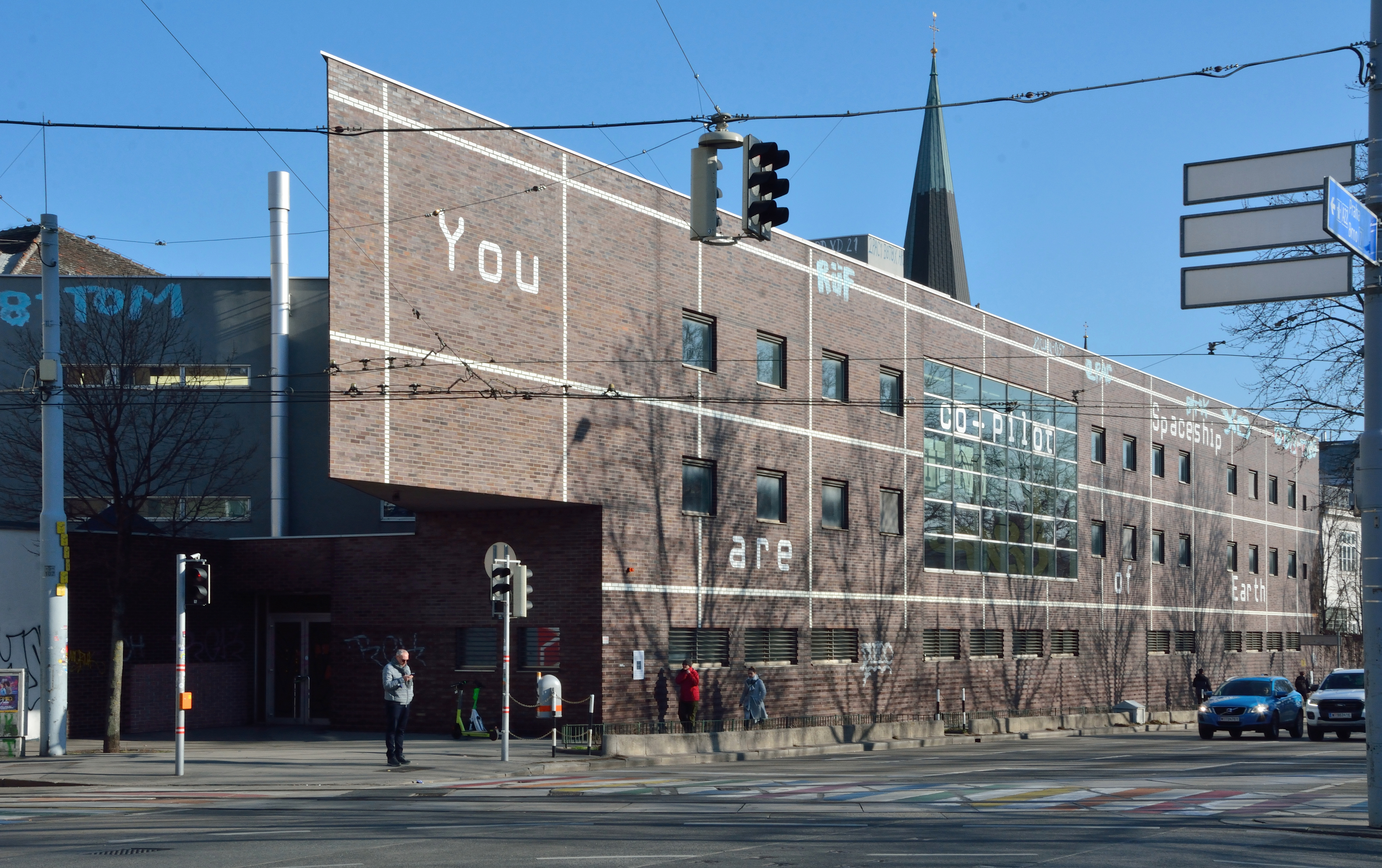
You are co-pilot of Spaceship Earth, Wien

- 2021: Hier kommt die Erde. Und dann lange nichts. Die rund 70 Meter lange und ungefähr 9 Meter hohe Folie mit thermochromatischer Farbe mit der Aufschrift You are co-pilot of Spaceship Earth ist eigentlich ein Temperatur-Display. Wenn die Außentemperatur 25° übersteigt, verändert sich das Motiv und die Farbe der Buchstaben von rot in weiß. Installation am Sozialmedizinischen Zentrum Sophienspital, Neubaugürtel 12, Wien-Neubau[20]
- 2021: Gletscher in Not. Festival der Regionen, Hallstatt
- 2020: Der Klima-Kultur Pavillon Graz im Rahmen von „Graz Kulturjahr 2020“ war ein Modell zur Kühlung von Stadträumen in heißen Sommern. Die rund 200 m² große Waldoase bestand aus einer beschattenden Holzkonstruktion und Waldvegetation mit dichter Unterpflanzung, die an heißen Tagen im Pavilloninneren für ein circa sieben Grad kühleres Klima sorgte.[7]
- 2020: Plant Fever. Gruppenausstellung, Design Museum CID – Centre d’innovation et de desigen au Grand-Hornu, Le Grand Hornu, Belgien
- 2020: Der Angriff der Gegenwart. Gruppenausstellung, Vienna Art Week, Heiligenkreuzer Hof, Wien
- 2018: The Weather Project. Haus am Waldsee, Berlin
- 2018: Urban Oasis Vienna. Vienna Biennale 2017, Museum für angewandte Kunst, Wien
- 2017: Heat Islands, The Big Invisible. Gruppenausstellung, Kunst Haus Wien
- 2017: Leave It in the Ground. Gruppenausstellung, Ústí nad Labem House of Arts, Ústí nad Labem
- 2017: Vienna Biennale, Installation & Ausstellung, Museum für angewandte Kunst, Wien
- 2017: Styrian Power. Gruppenausstellung, Künstlerhaus Klagenfurt
- 2016: Oase No 8 beschäftigte sich mit der sichtbaren Nutzung von ungenutzter Energie in der Stad. Ein Abwärmegewächshaus wurde als künstlerisches Projekt für eineinhalb Jahre als Kunst im öffentlichen Raum in einer Gebäudelücke der Radetzkystraße im Grazer Stadtzentrum betrieben. Dazu wurde die ungenutzte, vorhandene Abwärme der Tiefkühlanlagen eines nebenliegenden Restaurants und einer Bäckerei und gesammeltes Regenwasser für die Schaffung einer tropischen Klimazone in einer temporären, transparenten EFTE-Membran-Hülle verwendet, in dem Ananas-, Bananen- und Papayapflanzen angebaut werden konnten.[5][6][7]
- 2016: Olfactory Library Europe. Steirischer Herbst, Kunsthalle Graz
- 2016: Kulturwald – Airship. Mobile Klimainstallation, Padova/Milan/Rom/Bordeaux/Tulln (als Teil von Breathe Earth Collective)
- 2015: Landscape in Motion - Cinematic Visions of an Uncertain Tomorrow. Gruppenausstellung, Kunsthaus Graz

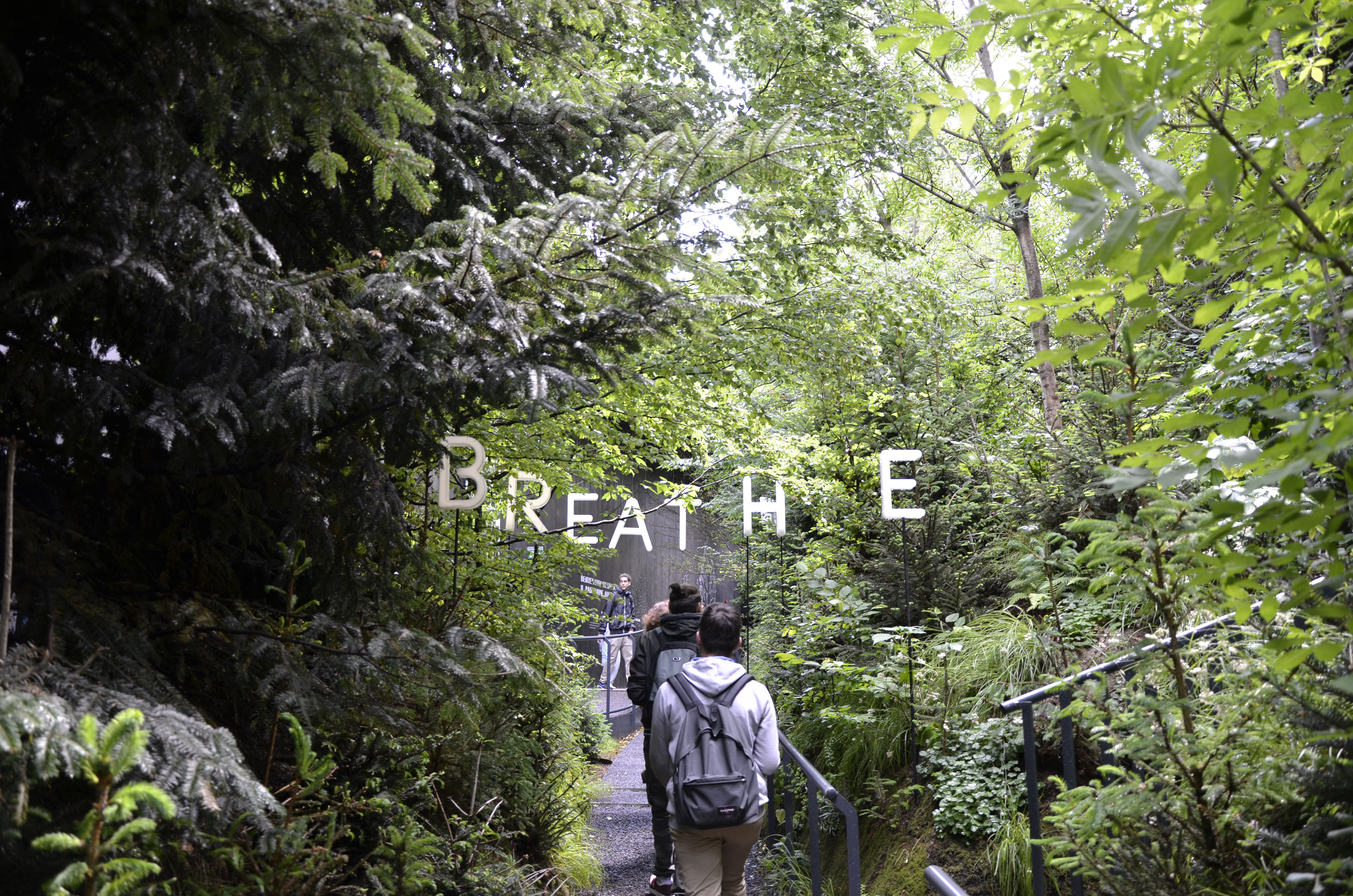
Österreichischer Pavillon
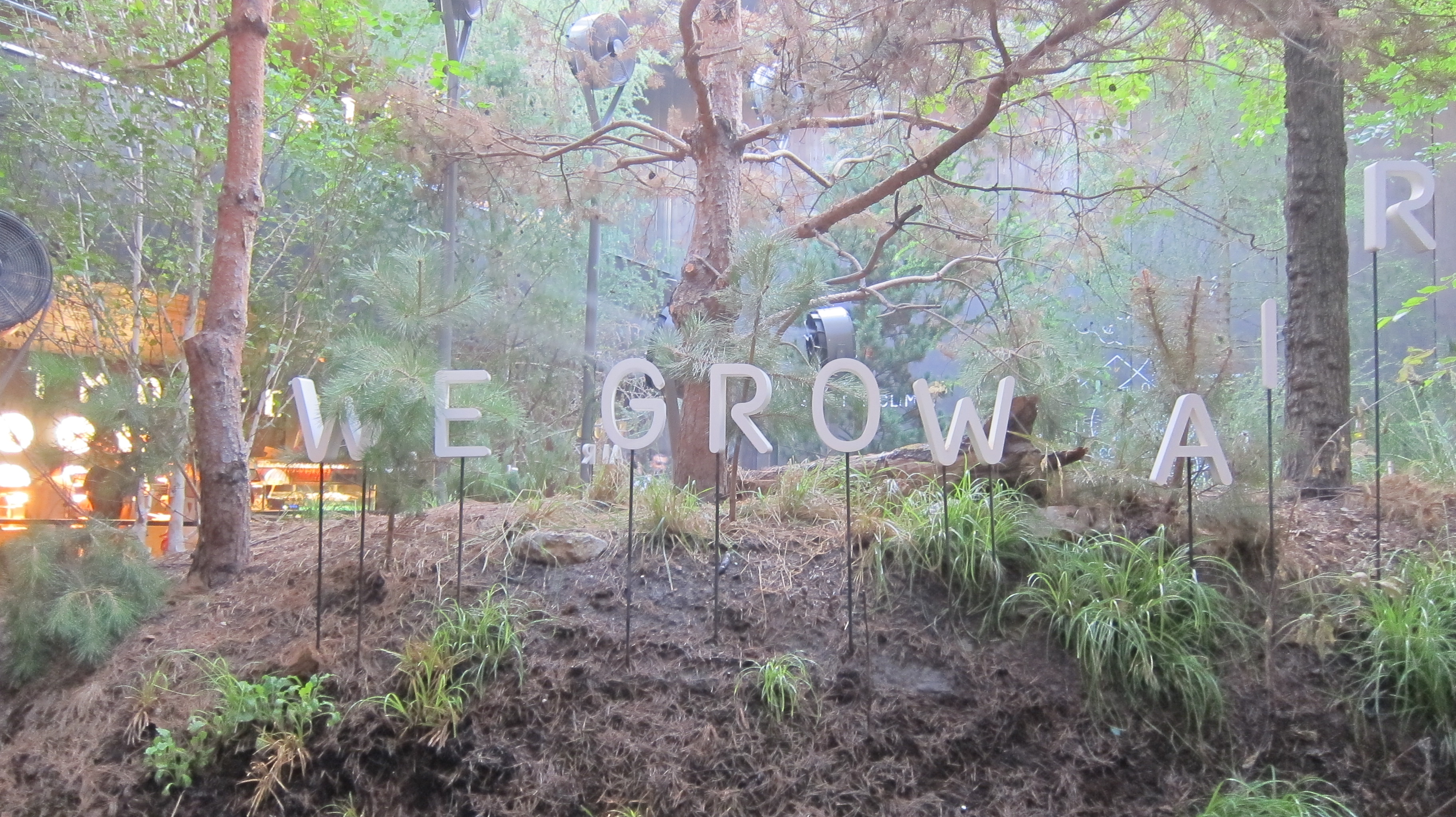
Bei der Expo 2015

- 2015: Für den BREATHE.AUSTRIA. Österreichischer Pavillon auf der Expo 2015 in Mailand (als Teil von team.breathe.austria) wurde innerhalb des Kubus ein 560 Quadratmeter großer Wald gebaut.[6]
- 2015: Waldbad. Installation, European Forum Alpbach (als Teil von breathe.earth.collective), Alpbach
- 2014: Picea Abies. Baum Installation, Kunsthaus Graz
- 2014: Breathe.Austria. 1. Preis, Wettbewerb Österreich Pavillon – Expo 2015, Mailand (als Teil von team.breathe.austria)
- 2013: Kunstverein Rotor, Graz
- 2012: Line-Flight Graz-Maribor. Kunsthaus Graz / Vetrinjski dvor, Maribor
- 2012: Re-light Eisenerz. (mit Claudia Gerhäusser/oiXplorer), Rostfest, Eisenerz
- 2012: Arc de Triomphe (mit Wolfgang Oeggl/oiXplorer). Festival Lendwirbel, Graz[2]

## Auszeichnungen und Stipendien
- 2024: Environmental Art Award der Kummer-Vanotti-Stiftung für die Bronzeskulptur Klima Aal im Umweltskulpturenpark auf der Insel Grafenwerth in Bad Honnef[21]
- 2022: „GerambRose“, Preis des Vereins BauKultur Steiermark für die Umgestaltung der Wolfgangikirche in Hollenegg
- 2019: Anerkennung beim Architekturpreis des Landes Steiermark für die Umgestaltung der Wolfgangikirche in Hollenegg[17]
- 2018: Outstanding Artist Award in der Kategorie „Experimentelle Tendenzen in der Architektur“ (als Teil von Breathe Earth Collective)
- 2017: BAUWELT-Preis
- 2016: Margarete Schütte-Lihotzky-Projektstipendium
- 2016: „KlimARS-Preis“ der Universität Graz und der Kunstuniversität Graz für Oase No 8.[22] Die Jury befand, das Projekt thematisiere ungenutzte Energiepotenziale der Stadt und werfe Fragen zum Umgang mit Ressourcen auf.[23]
- 2015: Umweltpreis der Stadt Graz für Oase No 8
- 2015: „Shenzhen Design Grand Award for Young Talents“ (als Teil von team.breathe.austria)
- 2014: Staatspreis Schönste Bücher Österreichs für line projects | Linienprojekte.[24]
- 2014: Kunstförderungspreis der Stadt Graz
- 2013: Arbeitsstipendium für bildende Kunst der Stadt Graz
- 2012: „forum-Stipendium“ der Kunstuniversität Linz & KEBA AG, Linz
- 2012: Umweltpreis der Stadt Graz (mit Wolfgang Oeggl)[2]

## Publikationen (Auswahl)
- Nebel, Wasser, Eis. / Fog, Water, Ice. – Markus Jeschaunig. Ausstellungskatalog, Verlag der Buchhandlung Walther und Franz Koenig, Köln 2022, ISBN 978-3-7533-0234-8
- Urban Oasis – Markus Jeschaunig Ausstellungskatalog, Kerber Verlag, Berlin 2018, ISBN 978-3-7356-0510-8
- Markus Jeschaunig Linienprojekte/Line projects. Katalog, Elisabeth Fiedler (Hrsg.), Verlag Bibliothek der Provinz, 2014, ISBN 978-3-99028-272-4